# Richard Harrow
Richard Harrow, interpretato dall'attore Jack Huston, è stato un personaggio di finzione, tra i protagonisti della serie televisiva dell'HBO Boardwalk Empire - L'impero del crimine (2010): in italiano è doppiato da David Chevalier.
Tiratore scelto durante la prima guerra mondiale, Richard ha perso la parte sinistra del volto, devastato da una tremenda esplosione durante il conflitto. Ha una maschera che gli copre metà volto.

## Biografia
Di ritorno dalla Grande Guerra, a causa del suo aspetto, Richard è emarginato dalla società. L'incontro con Jimmy Darmody durante una visita ai veterani, gli cambia la vita. Jimmy e la moglie Angela diventano i suoi unici amici e, di fatto, la sua famiglia.
Dotato di una mira eccezionale, Richard viene "reclutato" da Jimmy, per il quale compie una serie di omicidi, diventando quindi il suo guardaspalle (stagione 1).
Sempre solo e spesso disperato, Richard coltiva platoniche relazioni, sognando una vita familiare che gli sembra preclusa: arriva ad un passo dal suicidio e solo un intervento casuale e provvidenziale di un cacciatore gli impedisce di togliersi la vita nei boschi fuori Atlantic City (stagione 2).
Dopo la morte di Angela e Jimmy, Richard si prende cura di Tommy, il piccolo figlio della coppia (stagione 3); inizia quindi a lavorare per Gillian, nell'ex villa del commodoro Kaestner, trasformata dalla donna in un bordello di lusso. Vendica l'uccisione di Angela freddando sulla porta di casa il gangster Munya.
Quando Gyp Rosetti prende possesso di Atlantic City, Richard cerca di portare via Tommy, ma Gillian glielo impedisce. Decide quindi di sterminare gli uomini di Rosetti: dopo aver ucciso uno ad uno tutti gli uomini del boss, consegna il bambino all'amata Julia.
Tornato dalla sorella nel Wisconsin, Richard scopre di non essere più in grado di uccidere come un tempo (stagione 4). Torna ad Atlantic City dove ritrova Julia e il piccolo Tommy, e resta al loro fianco nella battaglia giudiziaria per l'affidamento del piccolo. Quando i due giovani scoprono che è più opportuno sembrare una famiglia agli occhi del giudice, decidono di sposarsi. Ma Gillian, che cerca in ogni modo di riprendersi il bambino, lo costringe a chiedere aiuto a Nucky Thompson chiedendogli un ultimo favore: trovare il corpo di Jimmy per poter dimostrare che il ragazzo trovato morto nel bordello non era il figlio di Gillian. In cambio, Nucky gli chiede di uccidere l'enigmatico dottor Narcisse che ha messo con le spalle al muro Chalky White: durante un meeting tra i due all'Onyx Club, Richard spara a Narcisse ma colpisce a morte la figlia di Chulky, davanti agli occhi del padre. Nel parapiglia che ne segue, in cui irrompe anche l'FBI, Richard viene ferito dagli uomini di Narcisse. Riesce a trascinarsi davanti all'oceano, dove muore, dopo un'ultima visione della famiglia finalmente riunita e al sicuro.